# Totò, Peppino e i fuorilegge
Totò, Peppino e i fuorilegge è un film comico del 1956 diretto da Camillo Mastrocinque con Totò, Peppino De Filippo, Titina De Filippo, Dorian Gray e Franco Interlenghi.
Il titolo del film avrebbe dovuto essere Totò a peso d'oro, ma visto il successo della precedente apparizione di Peppino (Totò, Peppino e la... malafemmina), si decise di inserire nel titolo anche il suo nome.

## Trama
Antonio, disoccupato di mezza età, vive nella campagna romana insieme alla moglie Teresa, ricca e avara, la quale lo tiranneggia in ogni modo possibile risparmiando persino sui generi di prima necessità. La loro unica figlia Valeria, studentessa universitaria, sembra invece non patire in alcun modo tale condizione familiare e ha appena cominciato a ricevere la corte di Alberto, un giovane giornalista intenzionato a intervistare Ignazio Altamonti, detto "Il Torchio", un brigante che da diverso tempo infesta la zona con rapine e sequestri.
Intenzionato a sfuggire alla noia della vita di paese, Antonio cerca di coinvolgere l'amico Peppino, suo barbiere di fiducia, in un ambizioso affare: un istituto di bellezza a Roma del quale Teresa sarebbe proprietaria e in cui lui lavorerebbe come parrucchiere. La donna tuttavia ritiene Peppino un coiffeur mediocre, e rifiuta la trattativa sul nascere. A quel punto Antonio, pur di spillare soldi alla consorte, progetta un piano diabolico con la complicità di Peppino: un finto rapimento con riscatto.
Utilizzando alcuni fogli di giornale, i due realizzano una lettera minatoria attribuendo la paternità del rapimento a Ignazio "Il Torchio" e chiedendo a Teresa il pagamento di cinque milioni di lire. La donna dimostra una volta tanto sincera apprensione nei confronti del marito, superando quindi la sua consueta avarizia: consegna il denaro allo stesso coniuge e a Peppino, travestiti da membri incappucciati di una fantomatica "Setta del Torchio". Ricevuto il finto riscatto, Antonio e Peppino fuggono a Roma.
Tre giorni dopo, però, Valeria scopre in un cestino i resti dei fogli di giornale, e capisce tutto; decide così di raggiungere il padre nella Capitale in compagnia di Alberto, con cui nel frattempo si è fidanzata. Quella stessa sera i due compari sono in un tabarin a bere champagne a fiumi e ospitare nel loro séparé le ballerine della compagnia del locale alle quali regalano i soldi ottenuti dal ricatto. Caso vuole che la serata venga trasmessa in diretta dal Programma Nazionale, sicché Teresa vede Antonio sul video scoprendo così l'inganno.
Poco dopo nel night giungono anche Valeria e Alberto e quest'ultimo scorge Antonio e Peppino in compagnia di una sedicente baronessa polacca, una femme fatale che aveva provato a intervistare tempo prima. Ritenendo il suocero in pericolo, Alberto cerca di convincere la donna a mollarlo spacciandolo per falsario, tuttavia finisce per venirne involontariamente sedotto, provocando l'ira di Valeria e la sua fuga inviperita dal tabarin.
Finiti i denari, Peppino resta a Roma mentre Antonio ritorna al paese raccontando alla moglie di essere sfuggito ai briganti, ignaro della scoperta fatta da Teresa che, infatti, lo rimprovera violentemente per poi schiaffeggiarlo. Informato da Valeria, Antonio decide di scrivere all'amico un telegramma per sconsigliargli di organizzare un altro falso rapimento, ma mentre si reca all'ufficio postale viene fermato dal vero Ignazio, che ha saputo tutto. Portato Antonio nel covo, "Il Torchio" gli comunica che la moglie dovrà pagare un riscatto dal valore corrispondente al suo peso corporeo, il che lo costringe a sottoporsi a una dieta ingrassante: se entro cinque giorni Teresa non pagherà il riscatto, al marito verrà reciso l'orecchio, e di volta in volta, in caso di mancato pagamento, altre parti del corpo gli verranno tagliate e "rispedite" a casa. Pur avendo ricevuto una lettera minatoria, nonché la telefonata in cui Antonio dal covo ribadisce le condizioni poste dai rapitori, Teresa ovviamente non crede che si tratti di un rapimento reale.
Fortunatamente Valeria e Alberto, nel frattempo riappacificatisi, riescono a individuare il covo del "Torchio" e a entrarvici proprio poco prima che i briganti taglino l'orecchio ad Antonio. Al fine di liberarlo, Alberto ottiene da Ignazio un'intervista per il suo settimanale, convincendolo della fama che il bandito ne ricaverebbe.
Registrata l'intervista, Antonio può lasciare il covo insieme alla figlia e al genero, che si uniscono in matrimonio. Ma dopo la cerimonia Teresa caccia di casa il marito intimandogli di tornare solo quando si sarà fatto una posizione. E così Antonio, che non ha mai lavorato un giorno in vita sua, si vedrà costretto a fare il garzone di bottega da Peppino.

## Produzione
Il film vede la partecipazione di diversi attori provenienti dal filone neorealista: Maria Pia Casilio (interprete di Umberto D.) e Lamberto Maggiorani (il protagonista di Ladri di biciclette) Tra i comprimari, anche Memmo Carotenuto, nel ruolo di Ignazio.

## Distribuzione
Il film è uscito il 21 dicembre 1956.

## Riconoscimenti
Peppino De Filippo con la sua interpretazione vinse il Nastro d'argento come miglior attore non protagonista nel 1957.

## Curiosità
- Dorian Gray in questo film parla, curiosamente, con due voci differenti: in poche sequenze (interni casa) evidentemente girate in presa diretta, ha la sua voce autentica, mentre in quasi tutte le altre scene è doppiata da Rosetta Calavetta.